# Peștișu Mare, Hunedoara
Peștișu Mare (în maghiară Alpestes) este un sat ce aparține municipiului Hunedoara din județul Hunedoara, Transilvania, România.

## Personalități
- György Szathmáry (1845-1898), președinte al Camerei Deputaților din Budapesta

## Galerie de imagini

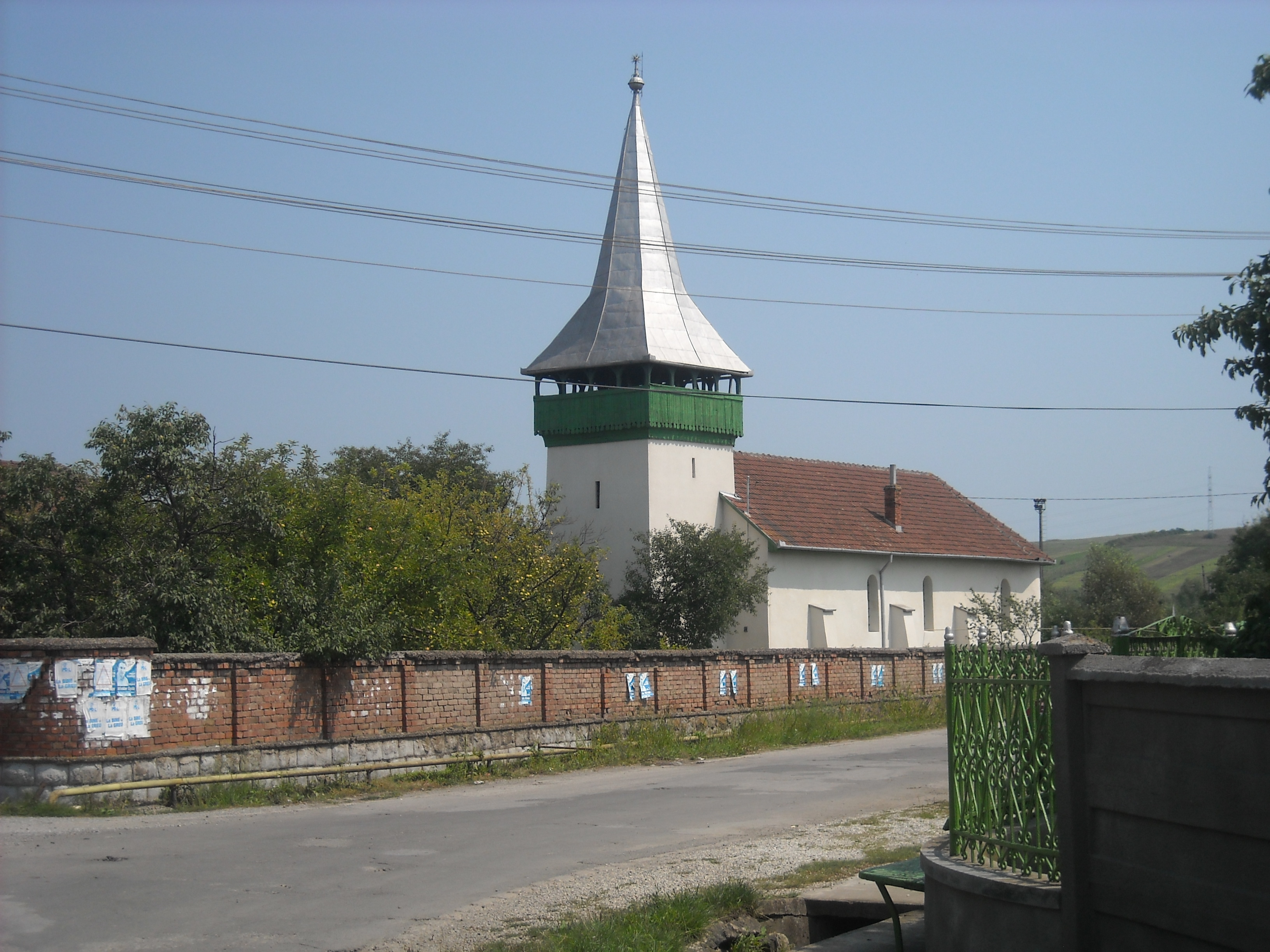
Biserica reformată-calvină
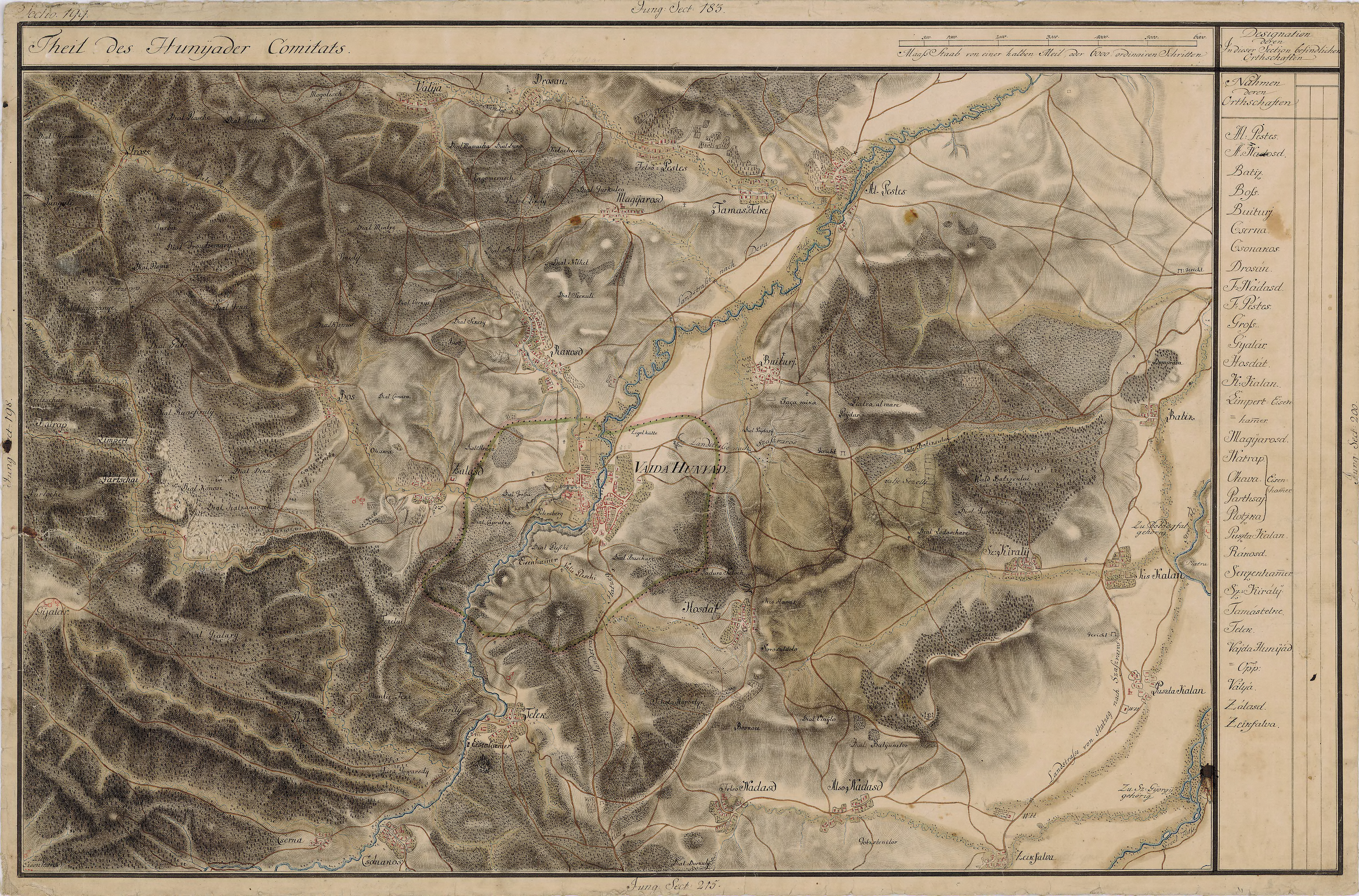
Peștișu Mare pe Harta Iosefină a Transilvaniei, 1769-1773